# فولفغانغ فالك
فولفغانغ فالك (بالألمانية: Wolfgang Falck)‏ هو طيار مقاتل ألماني، ولد في 19 أغسطس 1910 في برلين في ألمانيا، وتوفي في 13 مارس 2007 في Sankt Ulrich am Pillersee ‏ في النمسا.